# La Rivière (danseur)
Pour les articles homonymes, voir La Rivière.
Jean-Pierre Bigot, dit La Rivière, est un danseur et maître de ballet français né à Paris en 1721 et mort à Paris, rue Victor, le 26 juin 1790. (Voir l'inventaire après décès de Jean-Pierre Bigot de la Rivière. 30 juin 1790. Archives nationales. Minutier centrale. MC/ET/XXII/64)   (non le 16 janvier 1791.)
Il débute comme danseur à la Comédie-Française en 1746, puis rejoint le Théâtre-Italien en 1748.
C'est lui qui, le 1er juin 1753, interprète le rôle-titre dans L'Opérateur chinois de Dehesse, rôle qu'avait créé Pitrot cadet en 1749. À l'ouverture de la saison 1754-55, La Rivière retourne à la Comédie-Française comme premier danseur et travaille notamment sous la direction de Jean-Baptiste Hus. Il y donne deux pantomimes de sa composition, l'une intitulée Les Bergeries, l'autre Le Meunier et la Meunière.
Il épouse en 1757 Maire Françoise Soudan (Voir le contrat de mariage de Jean-Pierre Bigot de la Rivière et Marie Françoise Soudan. 14 décembre 1757. Archives nationales. Minutier centrale. MC/ET/XVIII/643) (et non l'actrice et danseuse Catherine Foulquier, dite Mlle Catinon, qui a épousé Jean-Baptiste Rivière, conseiller de légation de l'électeur de Saxe, qui et devient ainsi le beau-frère de Carlin.) Il se rend à Bordeaux en 1761 où, comme maître de ballet, il crée une pièce intitulée Le Moment favorable. En 1762, il est engagé comme premier danseur à Bruxelles, au Théâtre de la Monnaie : « Il gagneroit son argent, s'il se bornoit à la danse, mais il a la fureur de faire des ballets auxquels le public n'entend rien », écrit Chevrier à son sujet.
De 1764 à 1784, il se produira également par intermittence au Théâtre de Drury Lane à Londres : il y créera notamment The Force of Love, en avril 1775.
La Rivière abandonne ensuite la carrière de danseur et s'établit à Paris comme imprimeur, rue de la Bûcherie, où il meurt à l'âge de soixante-neuf ans.